# スーパーゼビウス ガンプの謎
『スーパーゼビウス ガンプの謎』（スーパーゼビウス ガンプのなぞ、SUPER XEVIOUS-）は、1986年9月19日にナムコ（現・バンダイナムコエンターテインメント）がファミリーコンピュータ用として発売したシューティングゲーム。
『ゼビウス』の続編で、新たに謎解きやパワーアップの要素を盛り込んだ物となっている。
後にアーケードゲーム用として『VS.スーパーゼビウス ガンプの謎』のタイトルで発売された。

## 概要
本作はナムコットブランドによるファミコン用ゲーム第19弾として、ナムコ初のハードカバー付きゲームソフトとして発売された。『ゼビウス』（1983年）の続編作品で、『ゼビウス』の上級プレイヤー向けに制作されたアーケードゲーム『スーパーゼビウス』（1984年）とは別の作品である。カートリッジには金メッキが施され、01『ギャラクシアン』（1984年9月7日発売）から18『スカイキッド』（1986年8月22日発売）までのナムコのゲームにあった連番が、本作以降付かなくなり、ハードケース式にカセットを収めるようになった。
1メガロム搭載カセットに、自機のパワーアップ要素や、前作より背景やBGMの種類が増え、隠れキャラクターのソルやスペシャルフラッグも健在である。また、ファミコンで初めて、総登場キャラ数が80近くという豊富さも宣伝されていた。
謎解きの要素が存在し、全21エリアの多くは「味方機を救出する」「特定のターゲットを全て破壊する」など、特定の条件を満たさなければ次のエリアに進めないようになっており、条件を満たさなければ同じエリアの繰り返しとなる。なお一部のエリア（本作ではアンドアジェネシス及びガウルダークジェネシス登場エリア、ナスカの地上絵エリア、最終エリアであるガンプ要塞内部の４つ）はループが存在しない。ループした場合もソルやスペシャルフラッグは再度出現しこれによって得点を稼いだり残機を増やしたりすることも可能。またループしなければ出現しない隠れキャラも存在する。エリアループ4周目には空中敵がボルセスパリオ、ガルザカート、ギルザカートに変更され、4周し終わるまでに条件を満たせなかった場合、自機が墜落して1ミスとなる。エリアによっては、クリア条件に必要なキャラ（特定の空中物撃破などがクリア条件の場合）が4周目には出現しない場合があり、実質的に3周目の時点で次のエリアへ行かなれば4周目に突入時点で所謂詰み状態となる場合もある。なお、ノーミスかつ1周目でクリアした場合はエリアによってはクリアボーナスが入る。

## ストーリー
人類統治用コンピューター”ガンプ”率いる“ゼビウス軍”との長きに渡る戦いに、地球連合軍と地球人達は疲弊していた。
人類の中には厭戦気分によってガンプとの戦いを止め、降伏すべきだという意見も多くを占めるようになった中、ゼビウス軍に立ち向かえる唯一の戦闘機である“ソルバルウ”は、ガンプの仕掛けた時空に巻き込まれ、そこで同胞機であるファントムを救出した時、ファントムのコンピューターから、様々なガンプの秘密と、データを受け取るのだった。
そしてソルバルウはファントムと共に、ゼビウス軍中枢であるガンプとの決戦に向かっていく。

## 登場キャラクター

### 自機・友軍機
ソルバルウ
前作同様プレイヤーが操作する自機。
シオナイト
前作から登場するキャラクター。前作ではゲームの進行上特に役割は果たさなかったが、本作ではシオナイト救出が出現エリアでのクリア条件となっている
ファントム（ソルグラード）
初登場時はイリアンに捕虜状態となっている。救出後は特定エリア開始直後に3種類のパワーアップカプセルを提供してくれる。味方であるが、接触するとミスとなる。ゲームクリア2周目以降はイリアンからの救出場面でしか登場しない。正式名は「ソルグラード」。
ダレイ（ゼオダレイ）
隠しエリアで出現する支援機。画面後方からゆっくりと斜め上方へ移動する。接触すると合体しザッパーが「スーパーザッパー」へとパワーアップする。ゲームクリア後の2周目までは登場するが3周目以降は登場しない。正式名は「ゼオダレイ」。

### パワーアップ
バリア
黒カプセル。弾と空中敵の体当たりを防ぐバリアを装備する。複数取得すると耐久力が増えるが、一部エリアに存在する障害物に衝突しミスした場合と、4周目墜落した場合はすべて失われる。また、バリアーを張っている状態で敵と接触すると敵は爆発音と共に消えるものの、敵の点数は入らない（敵を倒した事にはならない）。
バックザッパー
青カプセル。ザッパーが後方にも発射されるようになる。また、ボタン押しっぱなしで高速連射する機能も付く。ミスすると失われる。
ワイドブラスター
黄カプセル。ブラスターの照準が3×3範囲に広がり、1発で広範囲を破壊できるようになる。ミスすると失われる。
スーパーザッパー
ダレイと合体するとザッパーがパワーアップする。ソルバルウの形状が若干変化し、バキュラやバルラなど通常のザッパーで破壊できない敵機を破壊できるようになる。また、耐久力のある敵も一撃で破壊する。弾発射音も機関銃のような音に変わる。バックザッパーと同時に装備可能。パワーアップ後は通常のミスでは無くならないが、墜落でのミスをすると無くなってしまう。ゲーム3周目以降はダレイが登場しないため取得不可。

### 主な敵キャラクター
敵キャラはほぼ一新されており、前作から引き続き登場の敵は少ない。前作と同じく、すべての敵に地球軍の呼び名である「コードネーム」が設定されている。

#### 空中物
地上物から射出されるものは次節を参照のこと。

##### 前作からの続投キャラクター
バキュラ
本作ではスーパーザッパーだと1発で破壊できる。通常のザッパーでも32発当てることで破壊できるが連射装置がないとまず無理。コードネームは「フライングボード」。

ゾシー
特定エリアのみ出現する。後述のウェッブに追尾する動きで行動するが、そのウェッブがいなくなると前作通りの動きで攻撃してくる。また本作では後述する無敵キャラの「バーケゾシー」や改良機である「ジェルミゾシー」が登場する。コードネームは「オクトパス」。
カピ
前作と同様。コードネームは「ラムパス」。
ギドスパリオ
エリア16に出現するが、攻撃は前作より弱い。コードネームは「ロングレンジザッパー」。
ガルザカート
前作と同様。エリアループ4周目に出現する。前作とほぼ同様だがブラグスパリオは発射されない。コードネームは「ブルズアイ」。
アンドアジェネシス
前作にも登場した浮遊要塞。本作では1回しか登場しない。出現時はスクロールが停止する。前作では出現後一定時間が経過するとスクロールが再開（＝AC版では画面上部へ撤退）していたが、本作ではそれが一切無く倒さない限り先に進めない。コードネームは「アドーアギレネス」。
ブラグザ
前作にも登場したエネルギー体で、本作ではガンプ要塞内部に出現する。格納されている状態で突然無音で自機に向かって直線上に高速で飛んでくるものと、左右に動いているだけのものと2種類が存在しているが前者のタイプのみが障害物であり後者のタイプは無害。しかし両者共スーパーザッパーをもってしても破壊は不可能、つまりは「バーケゾシー」同様の無敵キャラでこちらは倒す手立てが一切存在しない。またエリア背景と色が混じり視認しづらい。コードネームは「パイナップル」。

##### 本作から登場キャラクター
キコーン
画面上部から飛来し、画面中央部で螺旋運動を繰り返す。動きが鬱陶しい。コードネームは「バグ」。
ラグーン
戦闘機型の敵。斜めに飛んできて、自機が近づくと左右に分離したのち再び合体する。当たり判定は左右の機体に別々にある。コードネームは「セパレーター」。
シドログラム
浮遊機雷。左右に小刻みに動く。破壊すると爆風が発生するが、至近距離で倒すとこの爆風に巻き込まれてミスになってしまう（厳密にはバリア1個分のダメージを受ける）。雲に隠れていることも多いので注意が必要。コードネームは「キライ」。
イブレ
コードネームは「バンカー」。ゆっくり蛇行しながら飛来する。
エネトーロイド
前作のトーロイドに当たる。トーロイドは出現時は回転せず、ザッパーが撃ち込まれた時に縦方向に回転するのに対し、エネトーロイドは初めから横方向に回転し、ザッパーが撃ち込まれた時はトーロイドと同じ。2周目以降はスパリオを撃つ。コードネームは「ネオコイン」。
ゼキロイド
「クラウン」のコードネームを持ち、画面上部から現れ、自機と縦軸が合うとそのまままっすぐ自機に向かってくる。動きが早い。
オリース
三角形のような戦闘機型の敵。画面上方で円弧を描くように動き、翻った時に3機に分裂する。エリアによってスパリオを撃ったり撃たなかったりする。コードネームは「トリプラー」。
イリアン
友軍機ファントムを護送している。画面左から右上に向かって一直線に進む。コードネームは「カフ」。
イラ
森林面に出現する。横方向にゆっくりにじり寄るように自機に迫ってきて、無視しても追ってくる。コードネームは「ゾルガ」。
ヴィレネス
画面上部からと下部からと2機同時に出現し、蛇行運動の後それぞれ5発のスパリオを扇状に放って退散する。耐久力があり、通常のザッパーの場合は破壊に16発を要する。スーパーザッパーの場合は1発で破壊できる。接触した場合はバリア1個分のダメージ。コードネームは「デクー」。
エゼ
コードネーム「ライザス」。エゼリーブルから1機、もしくは数機発進する戦闘機。弾を撃つ場合と撃たない場合とがあり、自機と同じ高度になった時の動きはカピと同じ。
ミバ
地上絵溝のエリアに登場する、ザカートに似た敵。自機の後方からジグザグに動きながら出現し、バーケゾシーを呼び出す。ミバ自身は攻撃してこないが、耐久力があり、通常のザッパーの場合は破壊に4発を要する。スーパーザッパーの場合は1発で破壊できる。バックザッパーがあると簡単に対処できる。コードネームは「ソウル」。
バーケゾシー
ミバが呼び出す半透明のゾシー。攻略本などでは「破壊されたゾシーの亡霊」とされている。動きは前作（もしくはウェッブがいない状態）のゾシーと同じで攻撃はしてこない。出現位置はランダムだが、出現から動き出すまでは当たり判定は無いので出会い頭に突如やられてしまうことはない。無敵キャラであるためこちらの攻撃は一切通用しないが、ミバを破壊すれば出現中のすべてのバーケゾシーが消滅する。また、バリア装備中に体当たりしその対象のみ倒す（消す）ことができる。コードネームは「ゴーストオクトパス」。
ジャン
コードネームは「スプリング」でトンネル面に出現する。体を名前通り伸縮させつつ、ゆっくり振り子運動をしながら画面下に向かう。
サイ
トンネル面途中に登場。画面上部から2機セットでまっすぐ降りてきて、画面最下部で自機に向かってスパリオを放ちまた画面上部に逃げる。コードネームは「ヘル」。
ルソ
トンネル面に出現。回転しながら自機に向かってゆっくり近づいてくるが、イラと同じくやり過ごしてもしつこく追ってくる。コードネームは「チュン」。
ラカー
トンネル面に出現する。コードネームの「シザース」通り、後部の二対の部分を開閉させる。まっすぐ降りてきて、自機と横軸が合うとそのまま横に方向転換して直進する。
ミク
コードネームは「シード」トンネル面とガンプ基地で登場。単体で出現するものと、ミクリーブルから放出されるものとがある。
ミクリーブル
トンネル面出現の黒い大型空母。画面上部から現れ、ミクを大量に放出して去っていく。耐久力があり、通常のザッパーの場合は破壊に4発を要する。スーパーザッパーの場合は1発で破壊できる。コードネームは「ボーツ」で、リーブルとは母艦を意味する。
ウェッブ
隠しステージの緑色のトンネルの場面に出現。半月形の敵ウェッブを先頭にゾシーが列を作って飛んでくる。ウェッブを先に破壊してしまうとゾシーがバラバラに動き始める。ゾシーを全滅させてからウェッブを倒すと1万点ものボーナス点を得られる。キャラクター出現の関係で、出現位置に張り付いてゾシーが出る前にウェッブのみ破壊するとゾシーを全滅させてからウェッブを撃ったと同じボーナス点を得られる。そのまま撃ち続けると連続してウェッブのみを破壊した状況になる事もある（1万の位のスコアカウンターで判別可能）コードネームは「ヘッド」。
バルラ
2機がペアになって飛んできて、機体間に板状のバリアを形成して投下してくる。バリアはスーパーザッパーでのみ破壊可能。コードネームは「バリヤード」。
ジェルミゾシー
ゾシーの派生種。破壊すると進行方向にスパリオとは異なる赤い弾を撃ち返し弾のように放って消える。コードネームは「ダーツ」。
バキュスパリオ
「ハイパーボード」のコードネームを持つ。画面上部から大群でまっすぐ飛来し、画面中央で進行方向を変えて自機に向かってくる。バキュラでできているため通常のザッパーでは破壊不能。
デバス
後述するピレネから発射される火山弾で、スーパーザッパーでないと破壊不能。コードネーム「ピース」。
ニメ
ガンプの偵察機。エリア19に登場。画面下部から現れ、すぐ去って行く。3機出現し、エリアクリアの鍵を握る。撃墜し損ねるとソルバルウはガンプの罠にはまり、エリア15に戻されてしまう（前述のようにバリアをぶつけても無効）。なお、戻されても残機やスコアは没収されることなく継続される。破壊した地上物は復活するがクリアボーナスは再度獲得可能。これを利用して残機を増やしたりスコアを稼ぐことも可能。またニメを逃してしまった場合はわざとミスしてやり直し、きちんと3機撃墜すればクリアできる。コードネームは「スカウター」。
ボルセスパリオ
エリアループ4周目に出現する。ギドスパリオと似たような動きだが、空中にテレポートで突然現れ、ギドスパリオよりも攻撃は激しい。コードネームは「テレポートザッパー」。
ギルザカート
エリアループ4周目に出現する。ガルザカートと同様画面上部から飛来し、まず4つの小玉に分裂、その後それぞれの小玉がケルツザカート（#地上物参照）のように5発のスパリオを発射する。実際にはハードの制限からか4×5=20発すべて表示されることはない。コードネームは「ファイアーウォーク」。
ネオザカート
コードネーム「ネオテレポーター」。頭に「ネオ」が付くが、性質自体は前作のザカートと同じ。アンジェネ出現時と、ガンプ基地に登場。
ガウルダークジェネシス
アンドアジェネシスの強化型。アルゴは8つあり、コアには開閉を繰り返すシャッターが付いていて、開いた瞬間を狙わないと倒せない。アンドアジェネシス同様倒さない限り先に進めない。コードネームは「アンジェネ2」。
ブラグリーズ
本作の最終ボス的存在で、扇形のメカが4つ集まったような円形の姿で出現。その後それぞれが戦闘機型に変形し、スパリオを多数撃ちながら飛び回る。自機より低い高さを飛んでいるためか本体に接触してもミスにはならず、破壊にはブラスターを使う。コードネームは「チーズケーキ」。

#### 地上物

##### 前作からの続投キャラクター
タルケン
ジアラ
前作で空中物として登場した敵で、本作ではアンジェネ内部（エリア4）に登場。どちらも固定地上物で攻撃はしてこない。ジアラは高得点の隠れキャラクターとなっており、タルケンを全て破壊したあと特定の場所にブラスターを投下すると出現する。コードネームはそれぞれ「ビートル」「スピナー」。

##### 本作から登場キャラクター
エネバーラ
前作のバーラの代わりに登場する地上物。黒い縞模様のついたピラミッドで、性能はバーラと変わらない。コードネームは「ネオピラミッド」。
エネガルバーラ
大型のエネバーラ。前作のガルバーラと異なり、破壊すると下部が残らず全壊する。コードネームは「ストライプ」。エリア5では破壊不可能の障害物で登場。
レフハーロ
単発式の砲台。見た目は前作のデロータに似ているが、性能的にはログラムと変わらない。コードネームは「ヘキサゴン」。
エテリアス
コードネームは「ムーノ」。四角い形状の地上物。レフハーロやレイアのように森の中で迷彩カラ―を施されたものも登場。
グロブダー
水陸両用の輸送車。本作では姿の異なる2種類が登場する。コードネームは「スティングレイ」。なおどちらも破壊跡は残らない。
グロブダー（小）
前作と同様の、ブラスターで破壊できるグロブダー。グラフィックが多少異なるが、動かないものや照準またはブラスター感知で動くものがいるのも前作同様。2周目以降はスパリオをばら撒いてくる。
グロブダー（大）
森のエリアなど、自機が低空で飛ぶ場面に出現するグロブダー。高さの関係で自機より大きく、動かないものと前進してくるものがいる。ソルバルウと同じ高さにいるため、接触すればミス（バリア1個分のダメージ）になる。ザッパーで破壊できるが、通常のザッパーの場合は破壊に4発を要する。スーパーザッパーの場合は1発で破壊できる。

エネグラム
前作のドモグラムに当たる。2周目以降はスパリオを超連射してくる個体もある。コードネームは「ネオスライダー」。なお破壊跡は残らない。
ゾス、ゲルツゾス
ソルのように地面に隠れている地上物。ソルとは違い、勝手に生えてくるうえに攻撃してくる。ゲルツゾスは地上絵溝の場面で両脇に出現するもので、破壊にはザッパーを使う。コードネームはそれぞれ「ボクダー」「ボクダー2」。なおどちらも破壊跡は残らない。
ゾシバーラ
「パッケージ」のコードネームを持つ地上物。エネバーラの上部を切り落としたような姿でケルツザカートを放つ。撃破のタイミングが遅いと破壊してもケルツザカートは放たれるので注意。
ケルツザカート
ゾシバーラから発射され、直後5方向に扇形にスパリオを放出し消滅する。前作のブラグザカートと同様と考えればよい。発射された直後はブラスターで破壊可能だが、タイミングがあえば、ザッパーでスパリオ放出前に破壊する事も可能。ブラスターで破壊すると高得点。コードネームは「クラッカート」。どちらであっても破壊跡は残らない。
レイア
前作のデロータのような、スパリオ連射式の砲台。レフハーロと似た六角形だが、細部とスパリオの量ですぐに区別が付く。ゼビマップに登場。コードネーム「デコレーション」。
ドルデ
アンジェネ内の地上物でコードネーム「キングクラブ」。攻撃はしてこないが、これと後述のガルドルデを全部破壊しないと、エリア突破出来ない。
ガルドルデ
同じくアンジェネ内の大型地上物でコードネームは「ビッグクラブ」。
ピトキャッド
アンジェネ内の多発砲台で穴のような形状。性質はレイアと同じで、コードネーム「フラック」。
ダヌーク
エリア5と6の小型地上物でコードネームは「フォレスター」。ドルデ、ガルドルデと同様、全滅させなければエリア突破不可能。なお破壊跡は残らない。
ピトゾポライ
エリア7、8の洞窟に埋め込まれている多発スパリオ砲台だが、レイアに比べて撃つ方向は一定しておらず、やや無差別。コードネーム「メヘンゲ」。なお破壊跡は残らない。
バイラー
コードネーム「グラスホパー」の地上歩行用ロボット砲台。エリア7、8に登場。単発スパリオを撃ってくる時がある。なお破壊跡は残らない。
オルド
エリア7にある岩で、コードネームもそのまま「ロック」。攻撃してこないが、この中のどれかにエリア突破に必要なピトル（コードネーム「ブローチ」）が隠されている。なお破壊跡は残らない。
クミ
洞窟面に出現する。見た目はザカートの一種のように見えるが、性質が異なり、地上を自機の高度にまで跳ね上がるような性質を持つ。地面に居る時に撃って破壊すると高得点だが、狙いにくい上に、他の地上物との攻撃が重なる時が多い。コードネームは「ジャンロール」。なお破壊跡は残らない。
エゼリーブル
砲台の無い戦車のように見えるエゼの母艦。コードネームは「タートル」だが、キャタピラのようなものが見える姿とは裏腹に動かない。なお破壊跡は残らない。
オルラーザ
前作のガルデロータに外見が似ているスパリオ連射式の砲台。前作のガルデロータは破壊しても土台が残ったが、これはエネガルバーラ同様破壊により全壊する。コードネームは「デラックス」。
ボズ
4つのレフハーロが接続されているコア。前作のボザログラムの中心部と同じ働きをする。ここを破壊すると接続されたレフハーロ4つも同時に破壊される。ここの部分がレイアになっているものもある。コードネームは「レッドアイ」。
ギガ
スペースコロニーにある無攻撃地上物で、表面に無地またはXマーク。コードネームは「カバー」。
ロスバー
スペースコロニー外壁に設置されている単発式の砲台。コードネームは「アウター」。
ブラグゾロスバー
ロスバーの強化版で、性質はレイアと同じ。コードネーム「サッカー」。
ホウザー
移動砲台。スペースコロニー外壁に出現する。コードネーム「ウォーカー」の通り、二足歩行する。性質はピトゾポライに近く、2周目以降のグロブターも同様の攻撃をする。なお破壊跡は残らない。
ガロフバーラ
ムー文字が描かれたバーラ。トンネルのエリアのクリアの鍵となる地上物で、頂点だけが出ていてブラスター3発で破壊できるものと（1発目で全形→2発目でムー文字→3発目で破壊）、ムー文字が最初から出ているものと、ムー文字が無く赤く点滅しているものがありこちらはそれぞれ1発で破壊できる。さらにムー文字は3種類（見た目はそれぞれ"Ｇ","Ｋ","Ｖ"のような文字に見える）存在する（※クリアの鍵は「異なる3種類の破壊」で同一種の破壊はカウントに含まれず、ムー文字が毎回ランダムで出現するため周回によっては3種類全部が一度に出現せず2周しなければならないパターンもごく稀にある。また赤く点滅するものを破壊するとクリア条件が無効化され、そこから新たにムー文字付の「異なる3種類の破壊」しなければならなくなる）。コードネームは「ムーピラミッド」。なお破壊跡は残らない。
オルザカート
トンネルエリア及びスペースコロニー外壁に出現する。パイプの中を移動し、飛び出してスパリオを5発扇状に放って消滅する。性能はケルツザカートとほぼ同じ。パイプ内にいるときはブラスターで、飛び出した時はザッパーで撃墜可能。コードネームは「パイパー」。どちらであっても破壊跡は残らない。
ピレネ
コードネームは「アザン」で火山の噴火口。8方向にデバスをばら撒く。また全部破壊しないとエリア突破不可能というドルデ的性質も持つ。
ボルセス
ガンプ前線基地にあるレイアとピトゾポライの性質を足したような最強の地上砲台で、コードネーム「スクエア」。二種の特徴を混ぜ合わせたようにスパリオ乱射をして来る上に、数基まとまって配置されてかつ、ブラスターの当たり所が悪ければ、砲台の一部しか破壊出来ない時がある。登場ステージには似た姿の破壊不可能な背景地上物（攻撃してこない）もある。
ガータ
コードネーム「ブラウン」の、レイアをスマートにしたような形状のガンプ基地砲台。性質もレイアに近く、数基まとまっている場合もある。

### 隠れキャラクター
ソル
スペシャルフラッグ
前作に引き続いての登場。本作のソルは破壊跡が残らない。
ピンフラッグ
ゴルフのピン（旗）のようなキャラクター。エリア1に登場。ある条件を満たし、特定の場所にブラスターを投下すると出現する。上を通過して回収すると、スペシャルフラッグと同じく自機が1機追加される。2周目以降でも出現する。
バーケゾッパー
十字架のようなキャラクター。エリア11（地上絵溝）に登場。ある条件を満たし、特定の場所にブラスターを投下すると出現する。出現すると10,000点加算。破壊や回収はできない。
グド
地下への入口のようなキャラクター。エリア9（ゼビマップ）に登場。ある条件を満たしてエリアをループさせると出現。重なると吸い込まれ、マップが夜のように暗くなって自機がフルパワーアップ（バリアは＋1個）する。なお2周目以降は出現しない。

## 備考
- 地上物の破壊跡は本作では移動型（エネグラムやグロブダー等）や隠れ型（ゾス等）や一部の地上物（ピトゾポライやエゼリーブル等）の場合は残らない。1周目でもこれら破壊跡が残らない地上物はミスやループで復活する。
- ゲームクリアするとエンディングのメッセージが流れる。最後のナムコロゴが表示され、文字が虹色に光っている間にスタートボタンを押すと、難易度が上がった2周目が始まる（エンディングの最後までスタートボタンを押さなかった場合、ガンプの復活を匂わす演出が流れてゲームオーバーとなる）。敵の攻撃が激しくなり一度破壊した（破壊跡が残る）地上物もミスやループで復活するようになり、パワーアップカプセルを投下するファントムも登場しない、3周目以降はダレイが登場しないためスーパーザッパーも入手出来なくなるなどさらに難易度が高くなる。なお、バリアは特定のエリアでジェミニ誘導を行うエリアをクリアした場合のみ入手が可能である。
- エリアによっては、ザッパーやブラスターが使えなくなることがある。両方とも使えないエリアはない。
- 特定のエリアでは、スタート直後にポーズをかけると4桁の数字が表示される[3]。これはエリアセレクトのパスワードで、エリア1のスタート直後に特定の操作[4]を行うことでこのパスワードの入力画面を呼び出すことができる。ここでパスワードを入力すると該当するエリアからプレイをすることができる。

## 移植版
| No. | タイトル                       | 発売日            | 対応機種                                                          | 開発元          | 発売元     | メディア                                | 備考                           |
| --- | ------------------------------ | ----------------- | ----------------------------------------------------------------- | --------------- | ---------- | --------------------------------------- | ------------------------------ |
| 1   | VS.スーパーゼビウス ガンプの謎 | 1986年9月         | アーケード                                                        | ナムコ トーセ   | ナムコ     | 業務用基板                              | 任天堂VS.システム対応          |
| 2   | NAMCO MUSEUM ARCHIVES Vol.2    | INT 2020年6月18日 | Nintendo Switch（日本国外） PlayStation 4 Xbox One Windows(Steam) | B.B.スタジオ M2 | バンナム   | ダウンロード                            | ファミリーコンピュータ版を収録 |
| 3   | VS.スーパーゼビウス ガンプの謎 | INT 2024年4月11日 | PlayStation 4 Nintendo Switch                                     | バンナム        | ハムスター | ダウンロード （アーケードアーカイブス） | アーケード版の移植             |

アーケード版
- 「任天堂VS.システム」という、ファミコンと同性能の基板搭載可能の筐体専用として、アーケード版が発売された。内容はファミコン版とほぼ同じだが、グロブダーが1周目からスパリオを放つ、パワーアップカプセル出現エリアが限定されるなど難易度が高めに設定されている。また全2周エンドに変更されており、1周目クリアではエンディングのあと自動的に2周目がスタートし、2周目クリアのエンディング後は、ファミコン版でスタートボタンを押さなかったときと同じ演出後にゲームオーバーとなる。

PlayStation 4/Nintendo Switch版
- 『アーケードアーカイブス』の1作品として、2024年4月11日に配信[8]。「任天堂VS.システム」用のナムコ作品の復刻はアーケードアーカイブスシリーズ初となっている[8]。また、日本のNintendo Switch版はファミコン版含めて初の復刻となる。ゲーム設定では「ザッパー」と「ブラスター」を入力し続けながらスタートし、特定の場所でゲームオーバーになるとゲームを途中から始めることが可能になるパスワードが表示される「パスワード継続」の設定が可能。また、「こだわり設定」ではキャラクターが重なった時の見え方を原作と同じにする「原作と同じキャラクター描画」、「残り自機の表示」の有無、「エリア数の表示」の有無、「エンディング文言の修正」の有無といった設定が可能。

## 評価
- ゲーム誌『ファミリーコンピュータMagazine』の読者投票による「ゲーム通信簿」での評価は以下の通り20.98点（満30点）となっている[2]。また、同雑誌1991年5月10日号特別付録の「ファミコンロムカセット オールカタログ」では、「前作と比較して、背景の種類が増え、自機の各種パワーアップも可能になった」、「『謎』の設定については意見の分かれる所だが、他の部分では前作のイメージを損なわずに発展させた作品だ」と紹介されている[2]。

| 項目 | キャラクタ | 音楽 | 操作性 | 熱中度 | お買得度 | オリジナリティ | 総合  |
| 得点 | 3.46       | 3.65 | 3.55   | 3.41   | 3.48     | 3.43           | 20.98 |

- ゲーム誌『ユーゲー』では、「（前作と比較して）そんな魔力はなく、発売当時は失望を隠せなかったが、今やると謎を解きながら先のステージに進むという試みが新鮮に思える」と評している[9]。

## 関連商品
ナムコ ボードゲーム スーパーゼビウスガンプの謎
1987年に発売。『ワルキューレの冒険 時の鍵伝説』に続く第二弾として登場。ゲームルールにアレンジを加え、最大4人まで競い合う双六式のボードゲームになっている。青、赤、黄、緑の4カラーのソルバルウコマが付属。
日東 ソフビキット　スーパーゼビウス ガンプの謎
同じく1987年に販売されたソフビキット。ソルバルウ、ソルグラード、ゼオダレイの3機のソフビキットで、差し替えにより、3機が合体した大型機「スーパーガンプバスター」を再現可能。なお、ソルバルウの他の二機と、スーパーガンプバスターは、『ファードラウト伝説』でも最初に選択する自機として登場。そこでスーパーガンプバスターは「ガンプミッション」と改名されている。

## その他
中国語版公式タイトルは『超级铁板阵加索布之谜』となっている(「铁板阵」はゼビウスの中国語訳)。本来ならば「ガンプ」(Gamp)の音訳は「甘布」が適切であるのだが、中国語では「加索布」となっており、音訳としては誤りである。これは中国人制作スタッフがカタカナ表記の「ガンプ」を「ガソプ」と見間違えてしまったことから生じた誤訳と思われる。